# Dumbrava, Prahova
Dumbrava (în trecut, Netoți) este satul de reședință al comunei cu același nume din județul Prahova, Muntenia, România.
Așezarea este atestată documentar în anul 1564.